# Покоївка

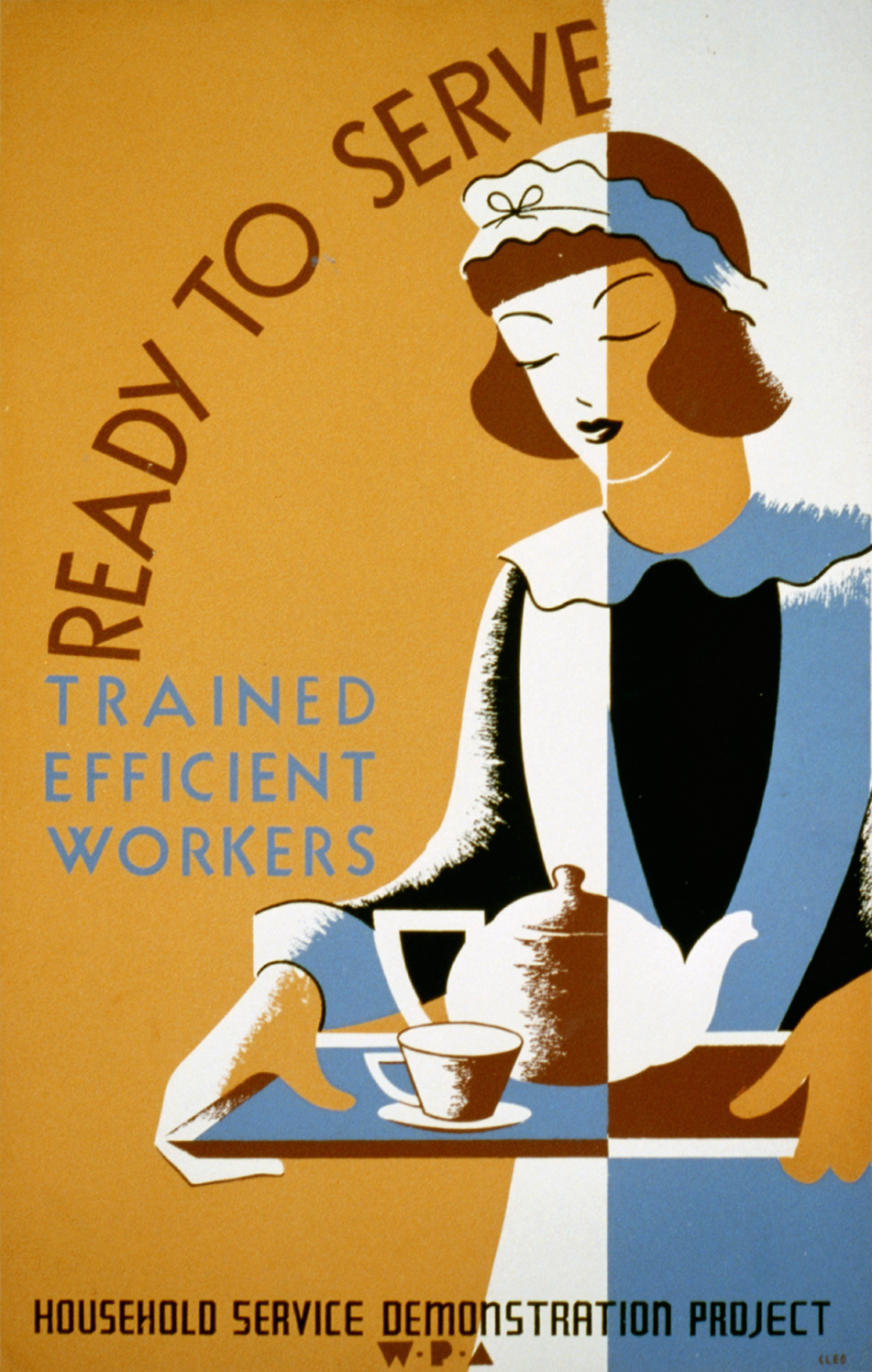
Плакат із зображенням американської покоївки в уніформі, 1939

Banksy: Sweep at Hoxton, 2008

Покої́вка, го́рнична — служниця, яка прибирає кімнати та виконує деякі інші хатні роботи, крім готування їжі. В XV — XIX столітті покоївки були обов'язковим атрибутом резиденцій аристократів, поміщиків, купців тощо.
Нині покоївкою називають служницю багатого будинку або працівницю готелю.
В Україні навчають цієї професії в профтехучилищах та ліцеях.

## Загальна характеристика
Покоївки виконують типову хатню працю, таку як прання, прасування, прибирання будинку, покупка продуктів, приготування їжі та догляд за домашніми тваринами. Вони також можуть доглядати за дітьми, хоча для цього є більш специфічні професії, наприклад, няня. У деяких бідних країнах покоївки доглядають за літніми людьми та хворими людьми. Роботодавці зобов’язують багатьох покоївок носити уніформу.
У сучасному західному світі порівняно небагато домогосподарств можуть дозволити собі домашню прислугу, зазвичай покладаючись на прибиральниць, найнятих безпосередньо або через агентство (послуги покоївки). Сьогодні багато послуг, які раніше надавалися покоївками, замінені пристроями Інтернету речей, які координуються з автономними роботами. Наприклад: Amazon Dash і Roomba. Хоча домашні роботи залишаються технологією, що розвивається, прогрес у штучному інтелекті дозволив роботам також виконувати домашню роботу.
У менш розвинених країнах причинами того, що жінки працюють покоївками, є різні фактори: великі відмінності в доходах міських і сільських домогосподарств, широка бідність, менша кількість освічених жінок і обмежені можливості для їхнього працевлаштування. Законодавство багатьох країн визначає певні умови життя, робочий час або мінімальну заробітну плату як вимогу до домашнього обслуговування. 

### Європа
Робота покоївки завжди була складною, включала повний робочий день і багато обов’язків. У минулому покоївки були знайомі з важкою роботою і зазвичай працювали багато годин на тиждень.
Загалом горничні виконували такі обов'язки. Вони прокидалися о 5 годині ранку і працювали до 16 години вечора. Заможна сім'я була забезпечена 5-7 слугами. Першою завжди прокидалася покоївка, яка відчиняла віконниці, чистила та запалювала камін, заправляла ліжка, приносила гарячу воду, щоб вмитися та скупатися. Нічні горщики виносилися зі спалень. Після чого служниця приступала до щоденного прибирання кімнат та меблів. Крім своїх безпосередніх обов'язків, покоївка відповідала за всю домашню та постільну білизну, серветки та рушники.
Покоївки колись були частиною складної ієрархії у великих будинках, де свита слуг простягалася аж до економки та дворецького, відповідальних за жінок та чоловіків відповідно. Це був найкращий і найпоширеніший спосіб, яким жінки могли заробляти гроші, особливо жінки нижчого класу. Англійське слово «maid» означало неодружену молоду жінку або цнотливу дівчину. Очікувалося, що домашні робітники, особливо ті, хто займають низькі посади в ієрархії, такі як покоївки та лакеї, залишатимуться неодруженими під час служби. У них була своя частина кімнат у будинку, хоча вони були розташовані далеко від інших кімнат і не такими гарними.
У 19 столітті в Англії в деяких домогосподарствах працювали покоївки віком від 12 років, з ранку до пізнього вечора за зарплату від 6 до 9 фунтів на рік. Зазвичай вони мали лише 1-2 вихідних на місяць.
У вікторіанській Англії всі сім’ї середнього класу мали «помічницю» (англ. help), але для більшості невеликих домогосподарств це була лише одна працівниця, покоївка, яку часто називали «дівчина» (англ. the girl).
Історично склалося так, що багато покоївок страждали від препателярного бурситу, запалення препателярної бурси, спричиненого тривалим перебуванням на колінах для чищення та розпалювання вогню, що призвело до захворювання, яке в розмовній мові називають «коліно домробітниці» (англ. housemaid's knee).

## Готелі
Обов'язки та завдання покоївок готелю зазвичай стандартні:
- Здійснює щоденне, поточне і генеральне прибирання номерів і закріплених за нею приміщень загального користування згідно з прийнятою технологією і періодичністю.
- Змінює постільну білизну, рушники і туалетні речі після кожного виїзду мешканця, а в разі тривалого проживання — у терміни, передбачені Правилами користування готелями та надання готельних послуг, прибирає ліжка.
- Приймає замовлення від мешканців на побутові послуги та забезпечує їх своєчасне виконання.
- У разі несправності меблів, телевізора, холодильника, радіоприймача, телефонного апарата, освітлювальних приладів, сантехнічного та іншого обладнання номерів подає заявку черговому на поверсі або адміністратору для проведення ремонту відповідними спеціалістами.
- У разі виявлення зіпсованого мешканцями майна та обладнання готелю інформує про це чергового на поверсі.
- Стежить за своєю зовнішністю.
- Дотримується правил і норм безпечного виконання робіт із застосуванням електроприладів, драбини тощо.[10].

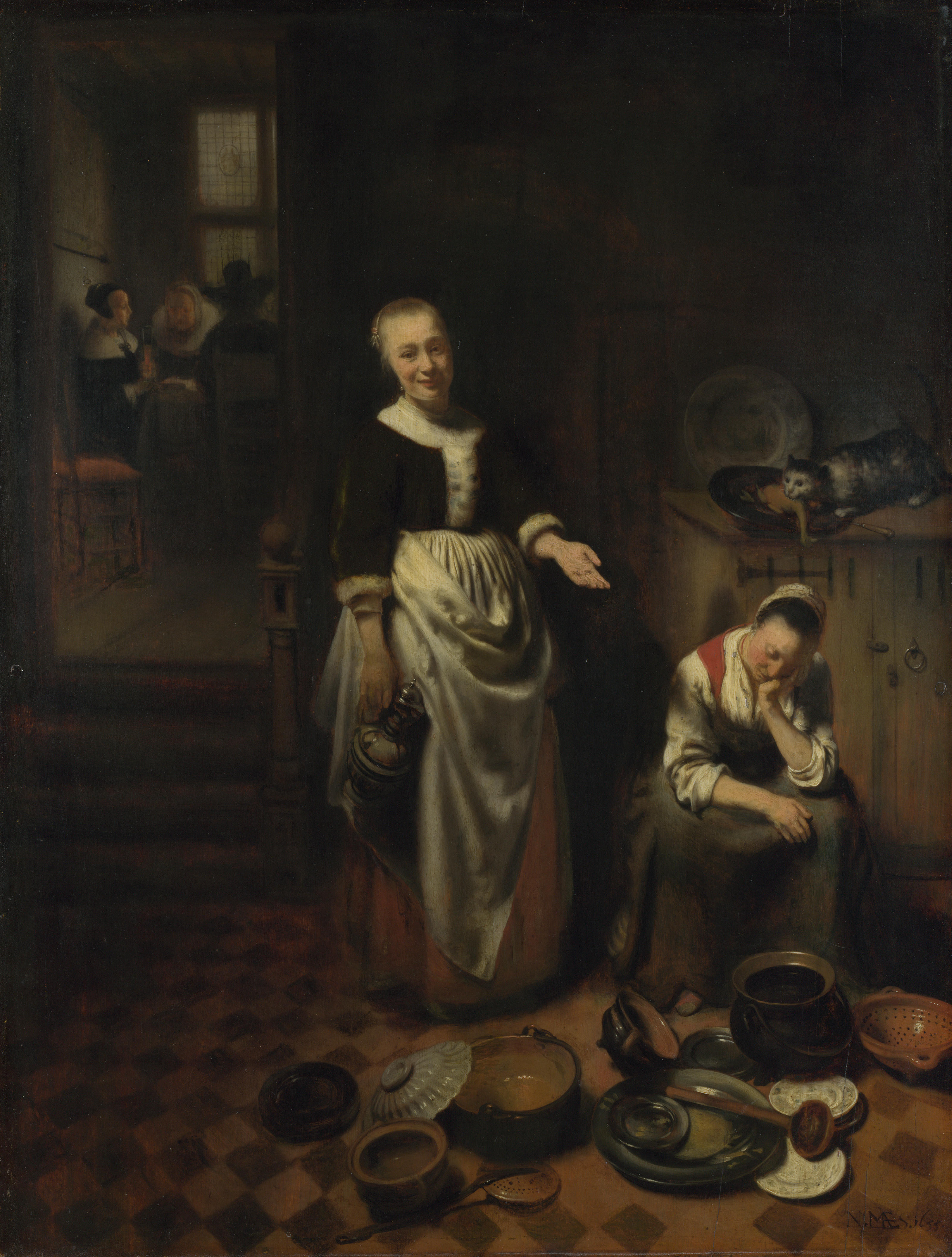
«Ледача служниця» Ніколас Маєс, 1655
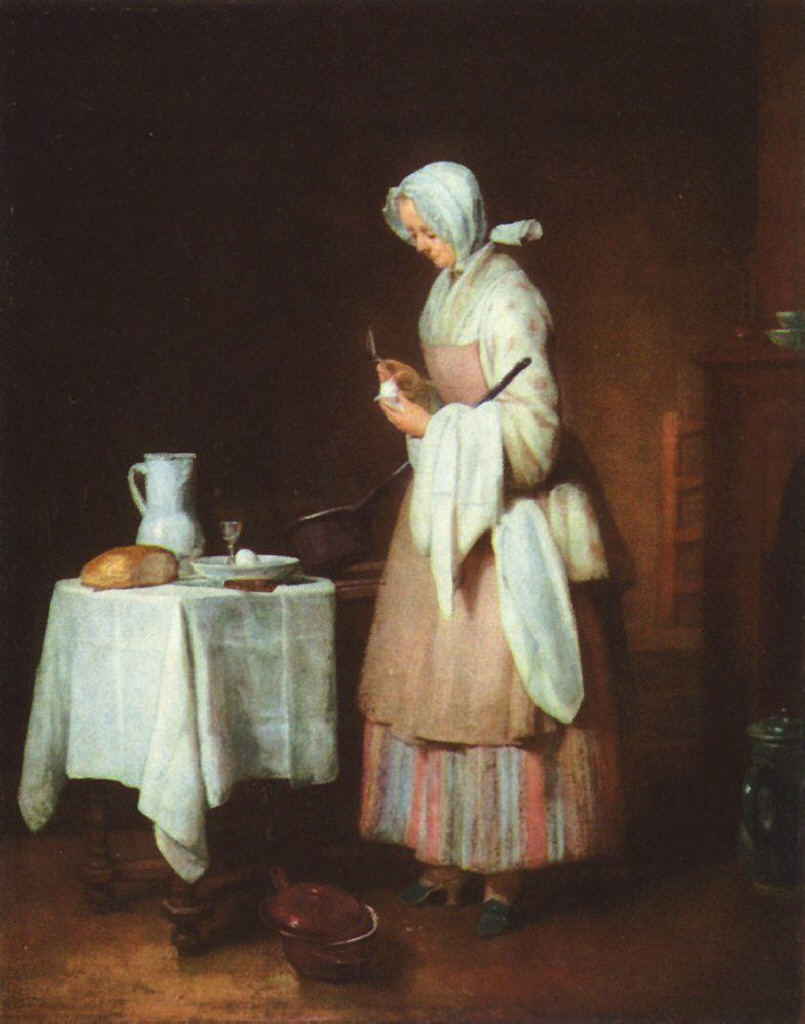
«Дбайлива няня» Жан Батист Сімеон Шарден, 1738
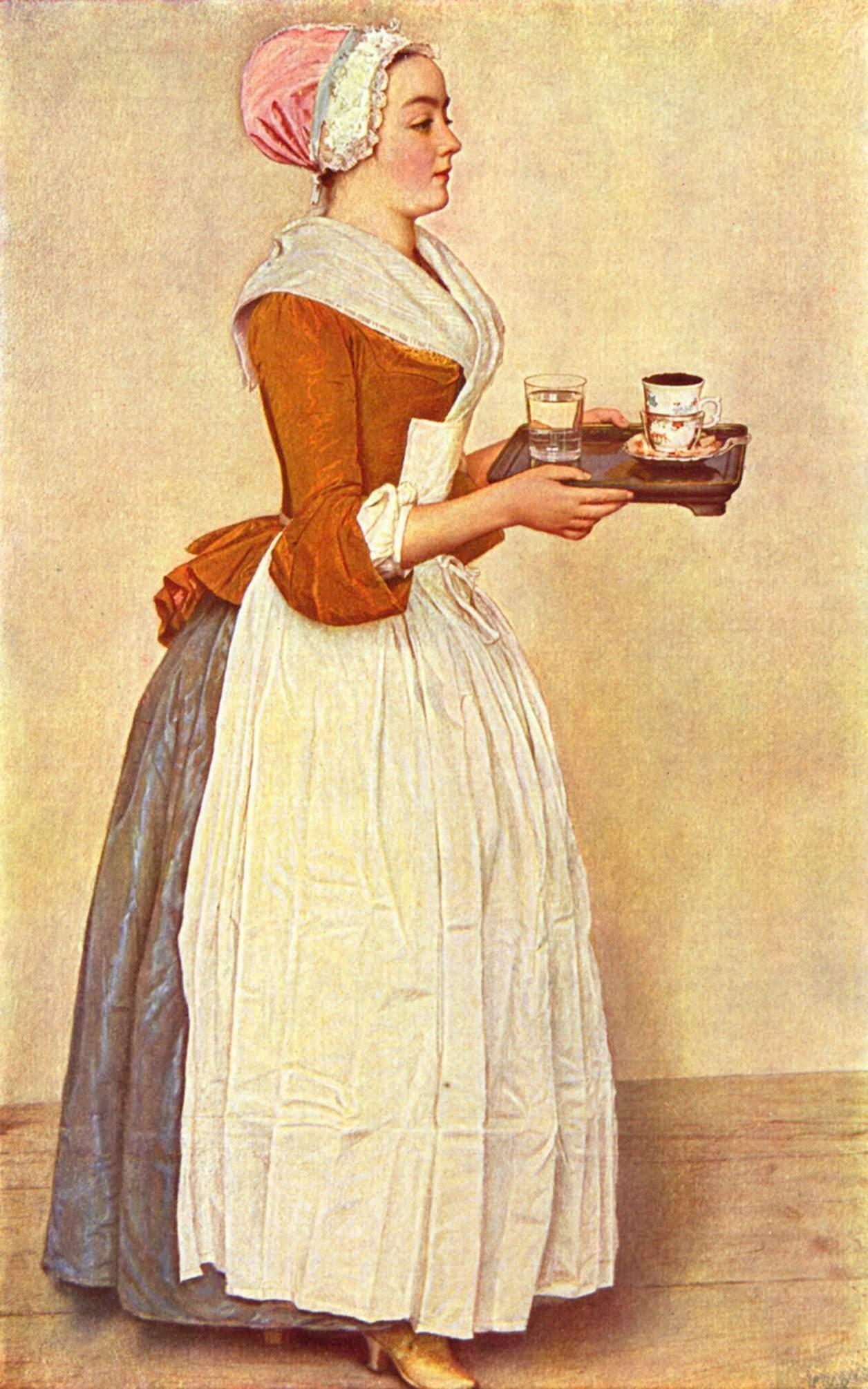
«Шоколадниця» Жан Етьєн Ліотар, 1744
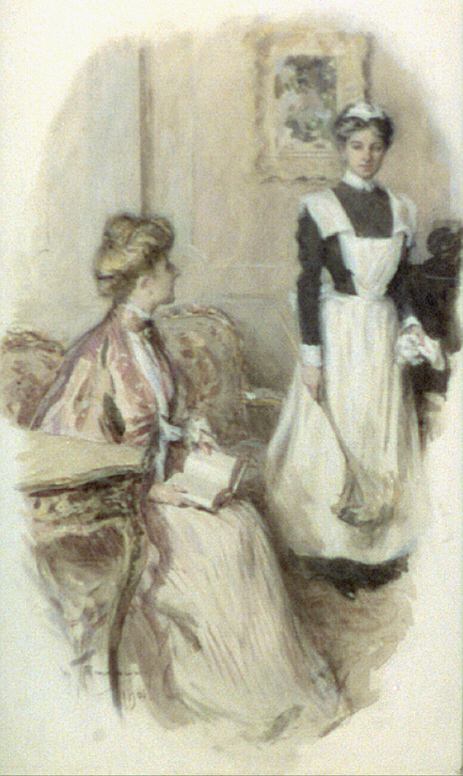
William Thomas Smedley, 1909